# Луи Антоан дьо Бугенвил
Вижте пояснителната страница за други личности с името Бугенвил.
Луи Антоан дьо Бугенвил (на френски: Louis Antoine de Bougainville) е френски изследовател и мореплавател, осъществил първото френско околосветско пътешествие от 1766 до 1769 година.

## Биография

### Произход и младост (1729 – 1756)
Роден е на 12 ноември 1729 година в Париж, Франция, в семейството на нотариус и по настояване на баща си започва да учи право, но скоро се отказва и през 1754 се записва в армията в полка на мускетарите. Междувременно преди постъпването си в армията Бугенвил усилено се занимава с математика, като още на 23-годишна възраст публикува блестящ „Трактат по интегрални изчисления“.
През 1755 е изпратен в Лондон като секретар на френското посолство и става член на Британското кралско научно дружество.

### Участие в Седемгодишната война (1756 – 1763)
През 1756 Бугенвил, като командир на рота драгуни с чин капитан, заминава за Канада и взема активно участие в превземането на Форт Осуиго през 1756 и Форт Уилям Хенри през 1757. Поради раняване е изпратен на лечение във Франция, след което се завръща отново в Канада с нови попълнения. По време на плаванията през Атлантическия океан Бугенвил живо се интересува от морските дела, усвоява множество морски умения, които ще му потрябват по-късно по време на околосветската му експедиция. След приключване на войната и след завръщането му във Франция през 1763 г., за проявения героизъм проявен в множество сражения, е награден с кръст „Сейнт Луис“ и е произведен в чин полковник.

### Колонизиране на Фолкландските острови (1763 – 1767)
През 1763 възниква проект за разширяване на френските владения в Тихия океан. Като проявил се дипломат и военен специалист Бугенвил идеално подхожда за тази мисия. Назначават го за капитан на фрегата и той отплава на юг с голяма група колонисти.
През февруари 1764 изследва Фолкландските острови, като картира цялото крайбрежие на Източния остров, а на Западния – само северното и източно крайбрежие. На 5 април в залива Бъркли основава първата френска колония на островите, състояща се от няколко семейства франко-канадци, напуснали родината си след завоюването ѝ от англичаните, всичко 27 души, в т.ч. пет жени и три деца. През следващите две години Бугенвил се опитва всячески да укрепи новата колония, като от Сен Мало са доставени още две групи заселници и числеността на колонистите достига до 150 души. Води неуспешни преговори с испанците и англичаните, които също като французите имат претенции за островите. През януари 1765 Джон Байрон, дядо на великия английски поет, слиза на Източния остров и обявява целия архипелаг за английско владение, след което продължава околосветското си плаване. През 1766 англичаните построяват форт на Източния остров. На 1 април 1767 Бугенвил формално предава колонията на испанците, като някои от колонистите се съгласяват да останат на островите, а други са извозени от испанците до родината им.

### Първо френско околосветско плаване (1766 – 1769)
За да се засили авторитета на Франция след загубата ѝ в Седемгодишната война, кралят и правителството решават да организират първата френска околосветска експедиция. За неин командир е назначен Луи Антуан дьо Бугенвил, който става първият французин и 14-и капитан извършил околосветско плаване, продължило от 15 ноември 1766 до 16 март 1769.
На 15 ноември 1766 г., с два кораба „Будьоз“ и „Етуал“, напуска пристанището Сен Мало и се отправя на югозапад през Атлантическия океан, преминава през Магелановия проток, който изследва и частично картира и навлиза в Тихия океан.
От 23 до 27 март 1768 в архипелага Туамоту открива атолите Вахитахи (2,5 км2, 23 март, 18°46′ ю. ш. 138°49′ з. д. / 18.766667° ю. ш. 138.816667° з. д.), Акиаки (24 март, 1,2 км2, 18°33′ ю. ш. 139°13′ з. д. / 18.55° ю. ш. 139.216667° з. д.), Хао (25 март, 47 км2, 18°05′ ю. ш. 140°57′ з. д. / 18.083333° ю. ш. 140.95° з. д.), Хикуеру (25 март, 8 км2, 17°33′ ю. ш. 142°37′ з. д. / 17.55° ю. ш. 142.616667° з. д.), Равахере (25 март, 7 км2, 18°13′ ю. ш. 142°09′ з. д. / 18.216667° ю. ш. 142.15° з. д.), Марокао (26 март, 14,7 км2, 18°04′ ю. ш. 142°16′ з. д. / 18.066667° ю. ш. 142.266667° з. д.), Хараики (26 март, 4 км2, 17°28′ ю. ш. 143°28′ з. д. / 17.466667° ю. ш. 143.466667° з. д.) и Тепото Южен (27 март, 0,6 км2, 16°49′ ю. ш. 144°16′ з. д. / 16.816667° ю. ш. 144.266667° з. д.).
От 2 до 15 април пребивава на остров Таити и обявява острова за френско владение, въпреки че Самюъл Уолис го е обявил за английско владение девет месеца по-рано. Междувременно Бугенвил вторично след Уолис открива остров Мехетиа в Дружествените о-ви. От там французите вземат на борда таитянина Аутору, брат на местния вожд, който след това пребивава във Франция, но на обратния път към родината си умира.
След това експедицията продължава на запад, посещава островите Мануа и Тутуила в архипелага Самоа, открит през 1722 от Якоб Рогевен, и на 22 и 23 май в северната част на Новохебридските о-ви (Вануату) открива островите Вануа Лава (вторично), Мере Лава (вторично), Амбае (Аоба, 15°23′ ю. ш. 167°50′ и. д. / 15.383333° ю. ш. 167.833333° и. д.), Пентекост (15°46′ ю. ш. 168°11′ и. д. / 15.766667° ю. ш. 168.183333° и. д.) и Еспириту Санто (вторично) и протока Бугенвил (15°50′ ю. ш. 167°10′ и. д. / 15.833333° ю. ш. 167.166667° и. д.) между островите Еспириту Санто на север и Малекула на юг.
На 29 май французите напускат Вануату и продължават на запад, като на 6 юни, на 15°33′ ю. ш. 147°07′ и. д. / 15.55° ю. ш. 147.116667° и. д., откриват рифа Бугенвил, от където се насочват на северозапад към Нова Гвинея. На 10 юни, на югоизток от Нова Гвинея Бугенвил, вторично след Луис Ваес де Торес, открива архипелага Луизиада (1790 км2). На 28 юни, вторично след Алваро де Менданя де Нейра, открива Соломоновите острови – островите Веля Лавеля (628 км2, 7°45′ ю. ш. 156°38′ и. д. / 7.75° ю. ш. 156.633333° и. д.), Бугенвил (9318 км2) и Шуазьол (вторично), протока Бугенвил между тях и остров Бука (вторично).
След това корабите заобикалят остров Нова Британия, откриват о-вите Каниет (5 км2, 0°53′ ю. ш. 145°33′ и. д. / 0.883333° ю. ш. 145.55° и. д.) и о-вите Ниниго (вторично) в Западните о-ви, в средата на август 1768 достигат до северния бряг на Нова Гвинея на 141° и.д. и акостират на Молукските о-ви, където Бугенвил дава едномесечен отдих на екипажа.
На 28 септември 1768 експедицията пристига в Батавия, а след това през остров Мавриций и около нос Добра Надежда, на 16 март 1769 се завръща успешно във Франция, като по време на плаването загиват само 7 души, изключително голямо постижение за това време. След околосветското плаване на Фернандо Магелан, това на Бугенвил има най-големи заслуги и резултати за изследването на непознатите все още морета и земи, което той живо описва в излязлата от печат през 1771 книга „Voyage autour du monde par la frégate du roi Boudeuse et la flûte l'Etoile“.

### Следващи години (1769 – 1811)
След почивка от няколко години, в периода 1779 – 1782 г. Бугенвил отново се включва активно във военноморските сражения на страната на американците по време на Войната за независимост на американските колонии, като разгромява изпратената в Карибско море английска ескадра край остров Мартиника.
През 1783 се завръща във Франция, през 1787 става член на Парижката академия на науките, а малко по-късно се опитва да организира експедиция в полярните райони, която се проваля. През 1791 е повишен в звание вицеадмирал, след което през 1794 се оттегля в имението си в Нормандия, спасявайки се от настъпилия терор в страната.
След идването на власт на Наполеон, през 1799 г. е избран за сенатор, а през 1808 става член на Почетния легион.
Умира на 31 август 1811 година в Париж на 81-годишна възраст.
Има трима сина, като всички служат във военноморския флот.

## Публикации
- Traité du calcul intégral, pour servir de suite a l'analyse des infiniment-petits de M. le Marquis de L'Hospital. Paris: H. L. Guerin & L. F. Delatour, 1754-1756 (онлайн в Gallica: Partie 1 и Partie 2).
- Voyage autour du monde par la frégate du Roi «La Boudeuse» et la flute «l'Étoile» en 1766, 1767, 1768, et 1769 (1 volume, 1771 et 2 volumes, 1772).
- Essai historique sur les navigations anciennes et modernes dans les hautes latitudes septentrionales. (Comptes rendus de l'Académie des Sciences), 1798 (An VI).
- Notice historique sur les sauvages de l'Amérique septentrionale. (Comptes rendus de l'Académie des Sciences), 1799, pp. 322-346.
- Louis-Antoine de Bougainville. Écrits sur le Canada: mémoires, journal, lettres, publiés sous la direction de Roland Lamontagne, Sillery, Éditions du Pélican, 1993. (откъс Архив на оригинала от 2023-01-02 в Wayback Machine.).
- Amis des Grands Voiliers - Sail Training Association France. Grands Voiliers Infos. Lyon: Imprimerie Veoprint, 2017, 43 p.

## Памет
Неговото име носят:
- нос Бугенвил на северозападното крайбрежие на Австралия;
- остров Бугенвил в архипелага Соломонови острови, част от територията на Папуа Нова Гвинея;
- подводна падина Бугенвил в Коралово море, южно от остров Нова Британия;
- проток Бугенвил (Вануату) – между островите Еспириту Санто на север и остров Малекула на юг в о-вите Вануату;
- проток Бугенвил (Соломонови острови) – между остров Бугенвил на север и островите Шортлънд и Шуазьол на юг в Соломоновите о-ви;
- риф Бугенвил в Коралово море;
- Бугенвилея – растения от семейство Nyctaginaceae.